# Waschhaus (Hyèvre-Paroisse)

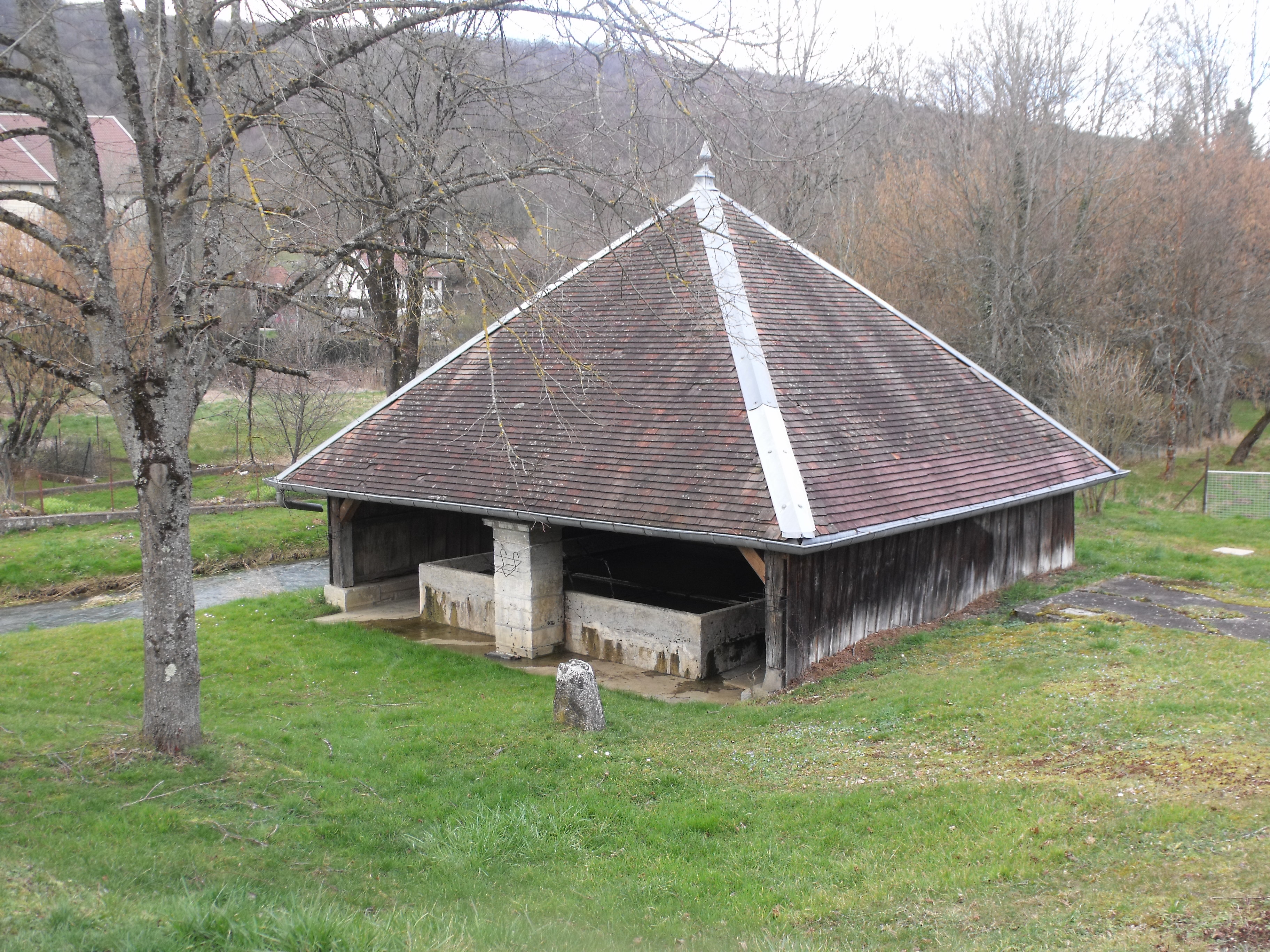
Waschhaus in Hyèvre-Paroisse

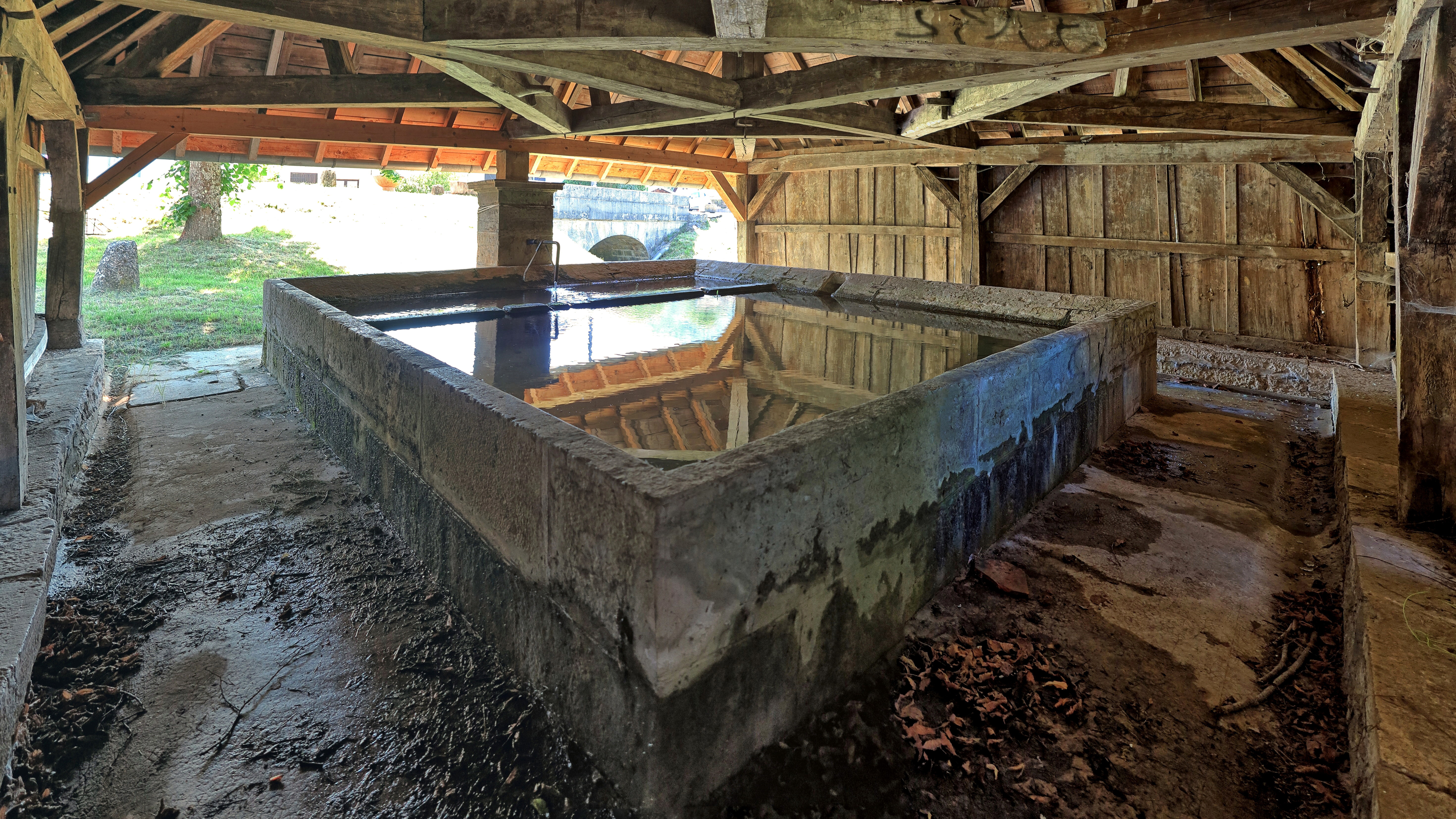
Innenansicht

Das Waschhaus (französisch lavoir) in Hyèvre-Paroisse, einer französischen Gemeinde im Département Doubs in der Region Bourgogne-Franche-Comté, wurde 1848 errichtet. Das öffentliche Waschhaus steht seit 1981 als Monument historique auf der Liste der Baudenkmäler in Frankreich.
Das Waschhaus wird von einem Bach, der in den Doubs fließt, mit Wasser versorgt.